# Marsiglia Challenger
Il Marsiglia Challenger è stato un torneo professionistico di tennis giocato su campi in terra rossa. Faceva parte dell'ATP Challenger Series.Si è giocata una sola edizione, a Marsiglia in Francia.

## Albo d'oro

### Singolare
| Anno | Campione      | Finalista      | Punteggio     |
| ---- | ------------- | -------------- | ------------- |
| 1991 | Ronald Agénor | Martin Střelba | 5–7, 6–4, 6–2 |

### Doppio
| Anno | Campioni                             | Finalisti               | Punteggio     |
| ---- | ------------------------------------ | ----------------------- | ------------- |
| 1991 | Massimo Boscatto Stefano Pescosolido | Tom Kempers Tom Nijssen | 6–2, 2–6, 6–3 |